# Jaime Carreño
Pour les articles homonymes, voir Carreño (homonymie), Lee et Chong.
Jaime Carreño est un footballeur chilien né le 3 mars 1997 à Recoleta. Il évolue au poste de milieu à l'Universidad Catolica.

## Biographie

### En équipe nationale
Avec les moins de 20 ans, il participe au championnat de la CONMEBOL des moins de 20 ans en 2017. Lors de cette compétition, il joue un match contre la Colombie.

## Palmarès
- Champion du Chili en 2016 (C) et 2016 (A) avec l'Universidad Catolica
- Vainqueur de la Supercoupe du Chili en 2016 avec l'Universidad Catolica